# 朱子塼
臨汝端懿王朱子塼（1447年—1496年），明朝周藩第一代臨汝王，周簡王朱有爝的庶第十三子。

## 生平
景泰六年（1455年）九月，獲賜名子塼。天順三年（1459年）七月，封臨汝王。
弘治九年（1496年），朱子塼去世，享年五十歲，諡號端懿。五年後，庶次子朱同銜襲爵。

## 家庭

### 妻
- 袁氏，西城兵馬副指揮袁諒女，天順五年（1461年）冊為臨汝王妃[4]

### 子
- 庶次子：臨汝恭康王朱同銜
- 庶三子：朱同鏞
- 庶四子：朱同鋋[5]